# Dina Garzón
Dina Garzón Pacheco (Sevilla) es una ingeniera y activista ecofeminista española especializada en gestión ambiental y energías renovables. Su trabajo se centra en el impulso de cooperativas de soberanía energética y por difundir el pensamiento y praxis ecofeminista como coordinadora de la Red Ecofeminista Ibérica e Iberoamericana.

## Trayectoria
Es ingeniera técnica industrial por la Universidad de Sevilla y la Universidad de Augsburgo (Alemania) con máster en gestión ambiental y energías renovables. Ha trabajado en la Agencia de la Energía de Andalucía en el área de energías renovables y con el partido político español Los Verdes-Grupo Verde en el Parlamento Europeo.
Garzón Pacheco fue una de las cofundadoras y coordinadora de la asociación Red Ecofeminista Ibérica e Iberoamericana creada en Madrid en 2012 para difundir el pensamiento y la praxis ecofeminista y que fue presentada por Alicia Puleo, Pilar Marcos Rodríguez de la organización ambientalista Greenpeace y la activista LGBT Beatriz Gimeno. También fue cofundadora de la cooperativa Lasgaya que trabaja en el sector energético.
En enero de 2023, se convirtió en miembro del Consejo de Greenpeace España, órgano representativo de las personas socias de la organización.  Un año más tarde, en 2024, pasó a formar parte del equipo docente del curso Ecofeminismo. Pensamiento, Cultura y Praxis de la Universidad de Valladolid, junto con Carme Valls-Llobet, Puleo, Angélica Velasco, Marta Tafalla, Aimé Tapia González y otras expertas de la Red Ecofeminista. Ha participado en diversas conferencias, entrevistas, formaciones y eventos, abordando temas como la crisis climática, la sostenibilidad y la transición ecosocial desde una perspectiva ecofeminista.

## Publicaciones
- 2024 – Por un rewilding ecofeminista del libro Puentes salvajes: una filosofía integradora para renaturalizar el Antropoceno. Con Alicia Puleo. ISBN 9788417121853. Páginas: 249-266.[11]